# Quod non fecerunt barbari, fecerunt Barberini

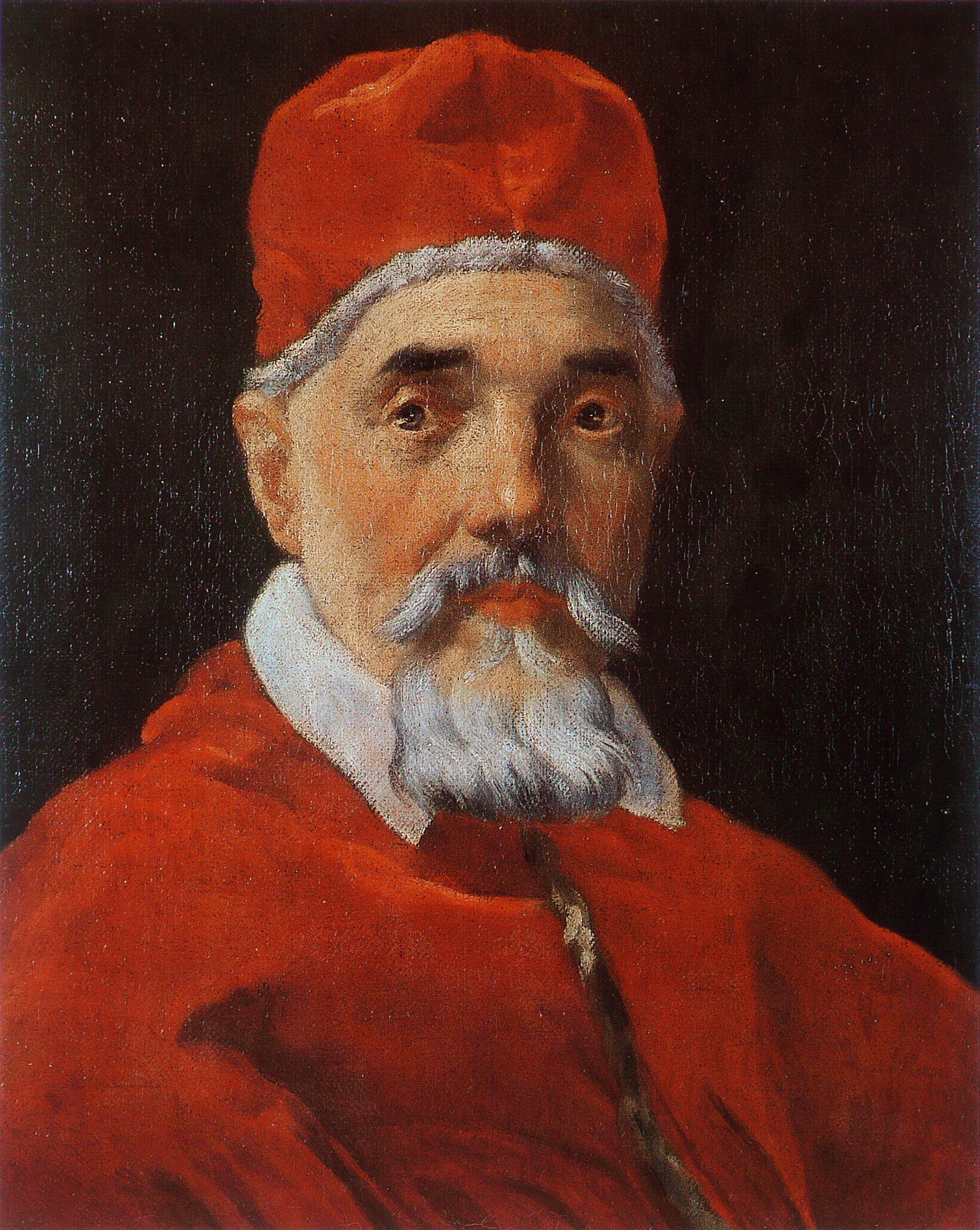
Urbano VIII (Maffeo Barberini).

Quod non fecerunt barbari, fecerunt Barberini es una expresión latina que, traducida literalmente, significa: Aquello que no han hecho los bárbaros, lo han hecho los Barberini.
Esta frase hace referencia a una denuncia pública muy famosa hecha por el pueblo de Roma y que fue fijada sobre la estatua del Pasquino, la más famosa de las estatuas parlantes de Roma, contra el papa Urbano VIII (Maffeo Barberini) y su familia. Se criticaban sus excesos y su política de destrucción de la antigua Roma Imperial, en pos de la construcción de la nueva y majestuosa Roma Barroca de Bernini. Uno de los episodios recordados, es aquel en el que el papa hizo retirar los casetones de bronce de la cúpula del Panteón para ser utilizada en la construcción del Baldaquino de San Pedro y en los cañones de Castel San'Angelo.